# 슬로바키아 축구 협회
슬로바키아 축구 협회(슬로바키아어: Slovenský futbalový zväz 슬로벤스키 푸트발로비 즈베스, SFZ)는 슬로바키아의 축구 협회이다. SFZ는 전반적으로 슬로바키아의 모든 축구 구조를 감독하고 발전시키는 책임을 가지고 있다. 또한 슬로바키아의 축구 리그와 남자 축구 국가대표팀, 여자 축구 국가대표팀과 각 연령별 대표팀에 더해 풋살 대표팀까지 직접 관리한다. 본부는 브라티슬라바에 위치해 있다.

## 역사
슬로바키아 축구 협회는 1938년 11월 4일에 설립되어 1939년에 FIFA의 회원국이 되었으나, 제2차 세계 대전 이후 체코와 슬로바키아의 축구 대회가 합쳐지며 해체되었고, 국가대표팀도 해체되었다. 1993년에 체코슬로바키아가 해체되면서 조직이 개편되어 곧바로 UEFA에 가입했고, 1994년에는 FIFA에 재가입하였다.

## 같이 보기
- 슬로바키아 축구 국가대표팀
- 슬로바키아 여자 축구 국가대표팀